# 安娜·达马西奥
安娜·达马西奥（1942年9月24日—）是一位葡萄牙裔美国神经科学家，南加州大学教授，专攻認知神經科學，2005年与其丈夫安东尼奥·达马西奥共同获得阿斯图里亚斯亲王奖的科学技术奖。